# Cena moci
Cena moci (v anglickém originále Eureka) je britsko-americké psychologické filmové drama režiséra Nicolase Roega z roku 1983, ve kterém hrají Gene Hackman, Rutger Hauer, Theresa Russell, Mickey Rourke a Joe Pesci. Sleduje život prospektora z Klondiku, který se po nalezení zlata v roce 1925 stal jedním z nejbohatších mužů na světě, ale po dvaceti letech se obává, že se na něm přiživuje jeho dcera a její manžel, který má společenské ambice, a také mafián, který se snaží uzurpovat karibský ostrov, který vlastní. Scénář volně vychází z nevyřešené vraždy sira Harryho Oakse na Bahamách v roce 1943.
Film Cena moci byl natočen v roce 1982 v Anglii, Spojených státech, Kanadě a na Jamajce s rozpočtem 11 milionů dolarů. V květnu 1983 byl film uveden v kinech v Anglii, ačkoli jeho distributor, společnost United Artists, dočasně odložil uvedení filmu ve Spojených státech, protože si nebyl jistý, jak jej správně prodat veřejnosti. Navíc mu byl ve Spojených státech udělen rating X kvůli grafickému znázornění násilí. Nakonec byl film uveden v omezeném počtu v Los Angeles na podzim roku 1984. Film se stal kasovním propadákem a kritika jej hodnotila smíšeně.

## Děj
V roce 1925 v Yukonu tráví prospektor Jack McCann noc v odlehlém nevěstinci, kde mu věštkyně Frieda daruje tajemný kámen a varuje ho, že nalezne zlato, ale povede ho to ke zkáze. Následujícího rána Jack propadne ledovcem a objeví obrovské naleziště zlata. Když se vrátí do nevěstince, najde ho opuštěný a Frieda před jeho očima umírá. Jack se stává jedním z nejbohatších mužů světa.
O dvacet let později žije na karibském ostrově Eureka v luxusu, ale bez klidu. Má problémy s alkoholičkou Helen, tvrdohlavou dcerou Tracy, jejím prospěchářským manželem Claudem a mafií z Miami, která chce ostrov proměnit v kasino. Jack se jejich nátlaku vzpírá. Jeho vztah s Tracy se zhoršuje, když začne věřit, že ona a Claude mu chtějí „ukrást duši“.
Jedné bouřlivé noci se Claude účastní voodoo rituálu, zatímco mafiáni vedení Aureliem vtrhnou na ostrov. Jack se odmítá vzdát, a tak ho brutálně zavraždí – zbijí ho, zapálí a nakonec setnou. Claude i Jackův asistent Charles vraždu vidí.
Claude je zatčen a postaven před soud, kde Tracy dramaticky svědčí. Kvůli nedostatku důkazů je osvobozen a má být deportován. Při oslavné večeři navrhne Tracy prodej ostrova, ale ona chce Eureku darovat. Uvědomí si, že ji jen raní, a odplouvá pryč, zatímco Tracy v slzách sleduje jeho odchod. Jackova vražda zůstává nevyřešena.